# 両極体制
両極体制（りょうきょくたいせい）、または二極体制（にきょくたいせい）とは、2つの大国がほぼ同等の力をもち、その他の国が両陣営に分極化し、勢力均衡によって世界秩序が維持される国際社会を指す。

## 概要
通常は第二次世界大戦後のアメリカ合衆国とソビエト連邦の2か国が超大国として君臨した世界（冷戦）を指す事が多い。冷戦時代にアメリカは資本主義国の多くを西側諸国、ソ連は社会主義国の多くを東側諸国として自らの影響下に組み込んだ結果、政治・外交・軍事・経済など、国際社会の動向がアメリカとソ連2か国によって主導され、他の国々が力の均衡に大きな影響を及ぼすことが無くなった。
第二次世界大戦までは、世界は3か国以上の列強が植民地を持つ力の多角的均衡の上に成立しており、状況次第で様々に展開していた。しかし第二次世界大戦によって、敗戦国はもとより戦勝国もアメリカとソ連を除いて衰え、特にイギリスは著しく疲弊して戦前の超大国の座を降り、イギリス帝国も解体した。日本軍とイギリス軍が干戈を交えた東アジア・東南アジアではイギリス・フランス・オランダによる植民地支配が日本軍により駆逐され、日本が新たな植民地での支配者となった。日本の降伏と、戻ってきたヨーロッパの旧宗主国が大戦により国力が低下していたことと、ソ連の支援があったことでアジア諸国の独立が達成された。そしてアメリカとソ連を除く国々が国際社会において主導権を握る可能性は消滅し、国際政治は米ソ2国間による力の均衡の上に推移した。このような状況の米ソ間においては片方の有利が相手側の不利に直結するため、瑣末な出来事が2国間の摩擦を招いて国際社会全体に常に緊張をもたらすが、同時にそれ以上の緊迫化とそれに伴う変動を抑止する効果も生み出し、特に平和共存及びデタント期以後においては逆説的に一定の緊張状態を抱えた状況のままでの国際社会の安定化をもたらした。
ただしアメリカとソ連以外の国が主導権を取る可能性が失われたことが、その他の国々が国際社会への影響力を喪失したことと同一視は出来ない。米ソ両国ともお互いの同盟国の利害に対する配慮無くしては自らの陣営の安定を確立することは不可能であったし、また冷戦初期からいずれの同盟国になることも拒絶して中立主義を採る国も存在した。更に両極体制の確立によって軍事的な均衡状況が長期化すると、同盟国・中立国を問わず大規模な国際紛争に巻き込まれる危険性を減退させて一定の限度内での自立の余地を与えたのみならず、結果的に軍事力が威力を発揮する場面が失われて、経済・文化・宗教面から国際社会へ影響力を与える動きが強まった。

## 社会主義陣営の様子
社会主義陣営はユーゴスラビアの自立路線によりすでに一枚岩では無く、中ソ対立により東側諸国は親ソ連派と親中国派に分裂した。西側諸国においてもシャルル・ド・ゴールによるフランスの独自外交と、日本や欧州共同体などの発言力の増大があった。また、各国における民族主義やイスラム原理主義の高揚などが米ソ両国を揺り動かした。冷戦後期に入ると表面上は両極主義を軍事面を中心に堅持するものの、実際には多極化の様相を見せて冷戦の崩壊に向けて進展することになった。